# Jelena Tichonowa
Jelena Tichonowa (russisch Елена Тихонова, engl. Transkription Yelena Tikhonova; * 31. Oktober 1977) ist eine russische Marathonläuferin.

## Werdegang
2005 siegte sie beim Gutenberg-Marathon in ihrer Bestzeit von 2:38:05 und wurde Zweite beim Münster-Marathon. 2006 gewann sie den Zürich-Marathon und wurde jeweils Dritte beim Gutenberg- und beim Köln-Marathon.
2007 belegte sie beim Zürich-Marathon hinter ihrer Landsfrau Nina Podnebesnowa den zweiten Platz.
In Frankreich beim Marathon Seine-Eure wurde sie im Oktober 2010 Vierte in 2:50:21 h.